# Sharan (distrikt)
Sharan (persiska: شرن), eller Sharana (pashto: شرنه), är ett distrikt i Afghanistan. Det ligger i provinsen Paktika, i den centrala delen av landet, 150 kilometer söder om huvudstaden Kabul. Administrativt centrum är staden Sharan.
Distriktet beräknades år 2022 ha cirka 67 000 invånare.